# Beach House
Beach House – amerykański zespół dream popowy, istniejący od 2004 roku. W jego skład wchodzą urodzona we Francji Victoria Legrand (wokal) i pochodzący z Baltimore Alex Scally (gitara). Do tej pory zespół wydał 8 albumów, pozytywnie przyjętych przez krytykę.

## Dyskografia

### Albumy studyjne
- Beach House (2006)
- Devotion (2008)
- Teen Dream (2010)
- Bloom (2012)
- Depression Cherry (2015)
- Thank Your Lucky Stars (2015)
- 7 (2018)
- Once Twice Melody (2022